# Algenroth
Algenroth – dzielnica gminy Heidenrod w kraju związkowym Hesja w powiecie Rheingau-Taunus. Algenroth liczy ok. 100 mieszkańców. Dzielnica ta składa się z 16 mieszkań.

## Liczby mieszkańców w poszczególnych latach
- 1583: 6
- 1809: 78
- 1827: 83
- 1836: 93
- 1871: 96
- 1895: 86
- 1939: 86
- 1961: 87
- 1970: 95

## Historyczne nazwy
- Aldegerod (1297)
- Aldigenrode (1347)
- Algenrat (1361)
- Algenraid
- Algenroit (1400)
- Algart (1520)
- Algertt (1583)